# Suelli
Suelli (Sueddi in sardo) è un comune italiano di 1 055 abitanti della città metropolitana di Cagliari, nella subregione della Trexenta.

## Storia
L'area fu abitata già in epoca nuragica per la presenza nel territorio di alcuni nuraghi.
Durante il medioevo la villa fu sede vescovile, appartenne al giudicato di Cagliari e fece parte della curatoria della Trexenta. Verso l'inizio del secolo XII il giudice di Cagliari Torchitorio II la donò al vescovo Giorgio di Suelli.
Alla caduta del giudicato (1258) il territorio passò sotto la dominazione pisana e poi, dal 1324, sotto quella aragonese, ma la donazione del feudo al vescovo fu rispettata: in epoca aragonese Suelli formò una baronia che fu data in feudo al vescovo di Suelli. Nel 1420 la diocesi fu soppressa ed unita a quella di Cagliari, restando fino ai tempi attuali solo come sede vescovile titolare, per cui la baronia passò all'arcivescovo di Cagliari, al quale il paese fu riscattato nel 1839 con l'abolizione del sistema feudale, per cui divenne un comune amministrato da un sindaco e da un consiglio comunale.

### Simboli
Lo stemma e il gonfalone del comune di Suelli sono stati concessi con decreto del presidente della Repubblica del 16 febbraio 1999.
Nello stemma è raffigurato il patrono san Giorgio vescovo.

## Monumenti e luoghi d'interesse

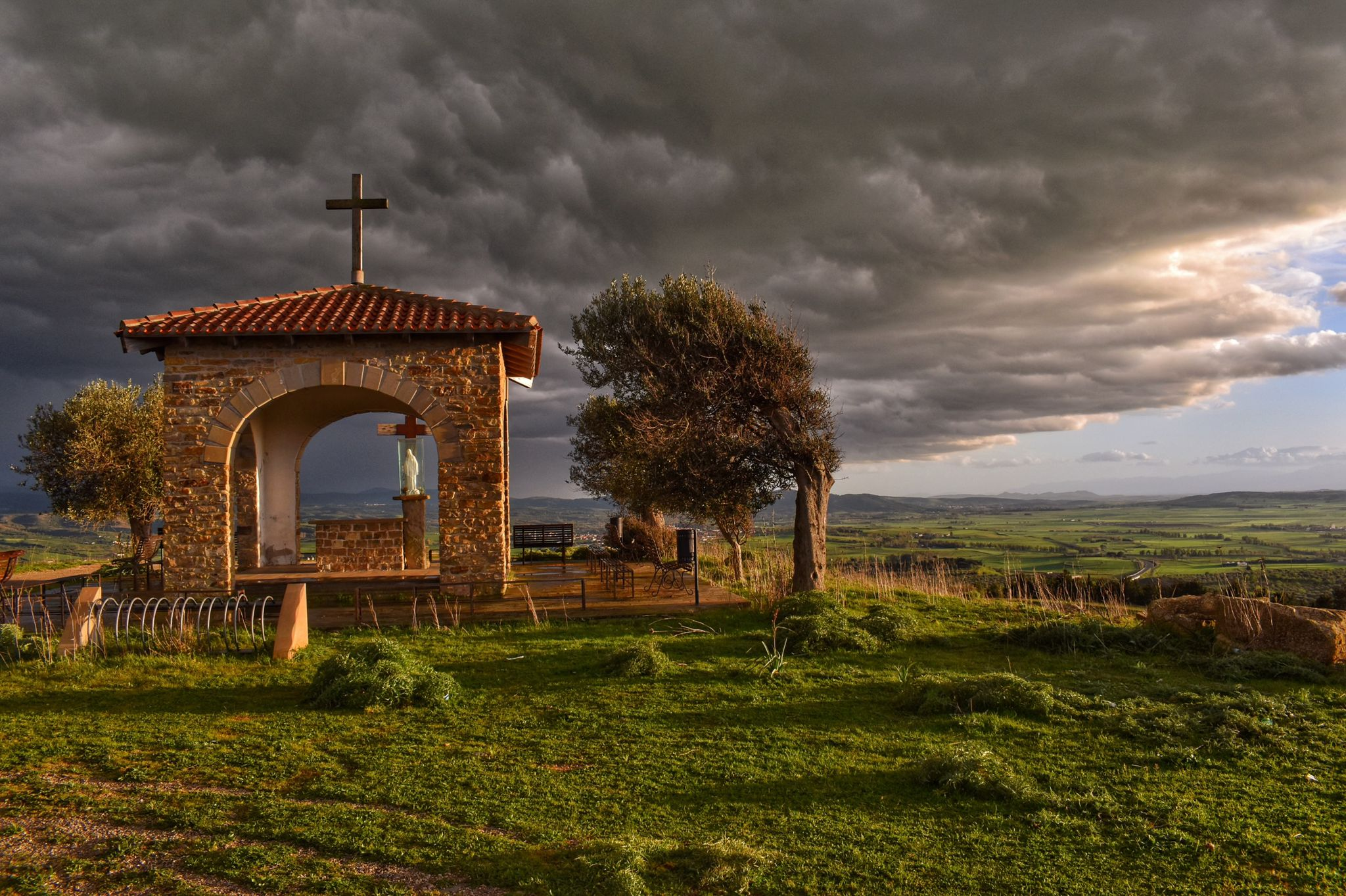
Cappella di Pranu Siàra

### Architetture religiose
- Chiesa di San Pietro: ex cattedrale della diocesi di Suelli. A essa è annesso il santuario di San Giorgio, in cui si crede giacciano i resti del patrono di Suelli. Al santuario si può accedere attraverso uno stretto corridoio dall'ala ovest della Chiesa o da un ingresso diretto che si affaccia sul piazzale.

- Chiesa del Carmine: realizzata nel XVII sec. in stilo gotico-catalano, l'edificio presenta una facciata quadrangolare in pietra, campanile a vela e un portone architravato in legno. Attualmente utilizzata raramente solo per alcune particolari funzioni religiose.

- Chiesa dei Santi Cosma e Damiano: nel parco dei Santi Cosma e Damiano sorge l'omonima chiesa, in realtà ufficialmente intitolata all'Assunta. La chiesa è utilizzata per celebrare le funzioni in luogo della festa dedicata ai Santi.

### Siti archeologici

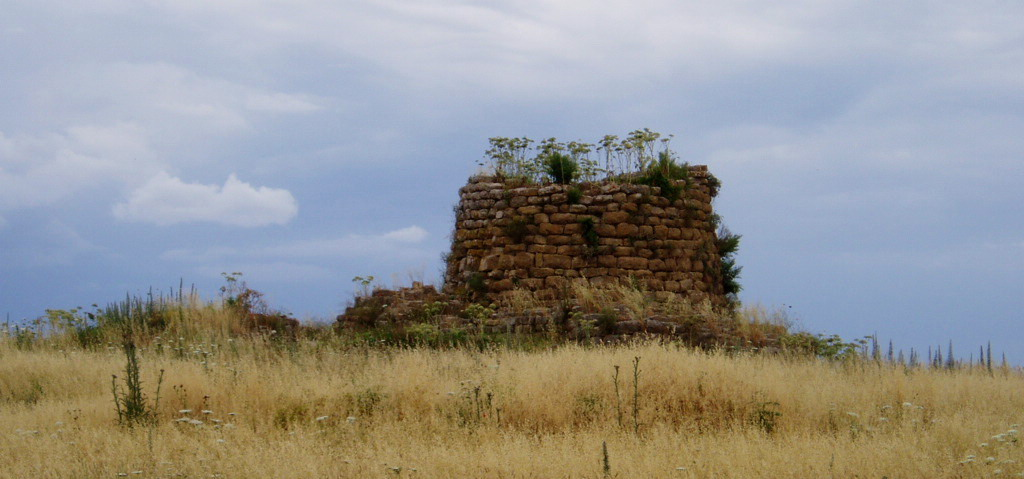
Nuraghe Piscu

- Nuraghe Piscu, complesso nuragico di elevata importanza archeologica, oggi chiuso al pubblico in quanto pericolante e protetto dalle autorità del luogo. Presso la struttura megalitica sono attualmente in corso degli scavi archeologici[5]. Il nome del nuraghe deriva dal latino EPISCOPUS > camp. ant. piscobu > *piscou > camp. mod. piscu "vescovo", in quanto donato al vescovo di Barbaria da dei giudici di Cagliari. A livello morfologico, si tratta di una struttura pentalobata, dotata di una torre principale e quattro torri angolari[6]. Il Piscu è uno dei nuraghi meglio conservati della regione storica della Trexenta. Il complesso attira numerosi curiosi e fotografi, professionisti e amatoriali, i quali apprezzano l'aspetto bucolico del panorama collinare in cui il nuraghe si inserisce.

- Villaggio di Cixi [t̠ʃiˈʒi]: situato in parte nell'attuale Parco dei Santi Cosma e Damiano, il sito risulta abitato sin dall'epoca prenuragica. Nell'area risiede un nuraghe, su cui è stata successivamente edificata la Chiesa dei Santi Cosma e Damiano e un pozzo sacro, ora coperto e non visitabile. Il villaggio risale tuttavia al periodo medioevale, la cui prima attestazione si ha nel 1215 nella Carta XIII delle Carte volgari campidanesi in cui si documenta la donazione da parte della nobile donna Pretziosa di alcuni suoi possedimenti nella villa di Cixi in favore della Chiesa di San Pietro e Paolo a Suelli.

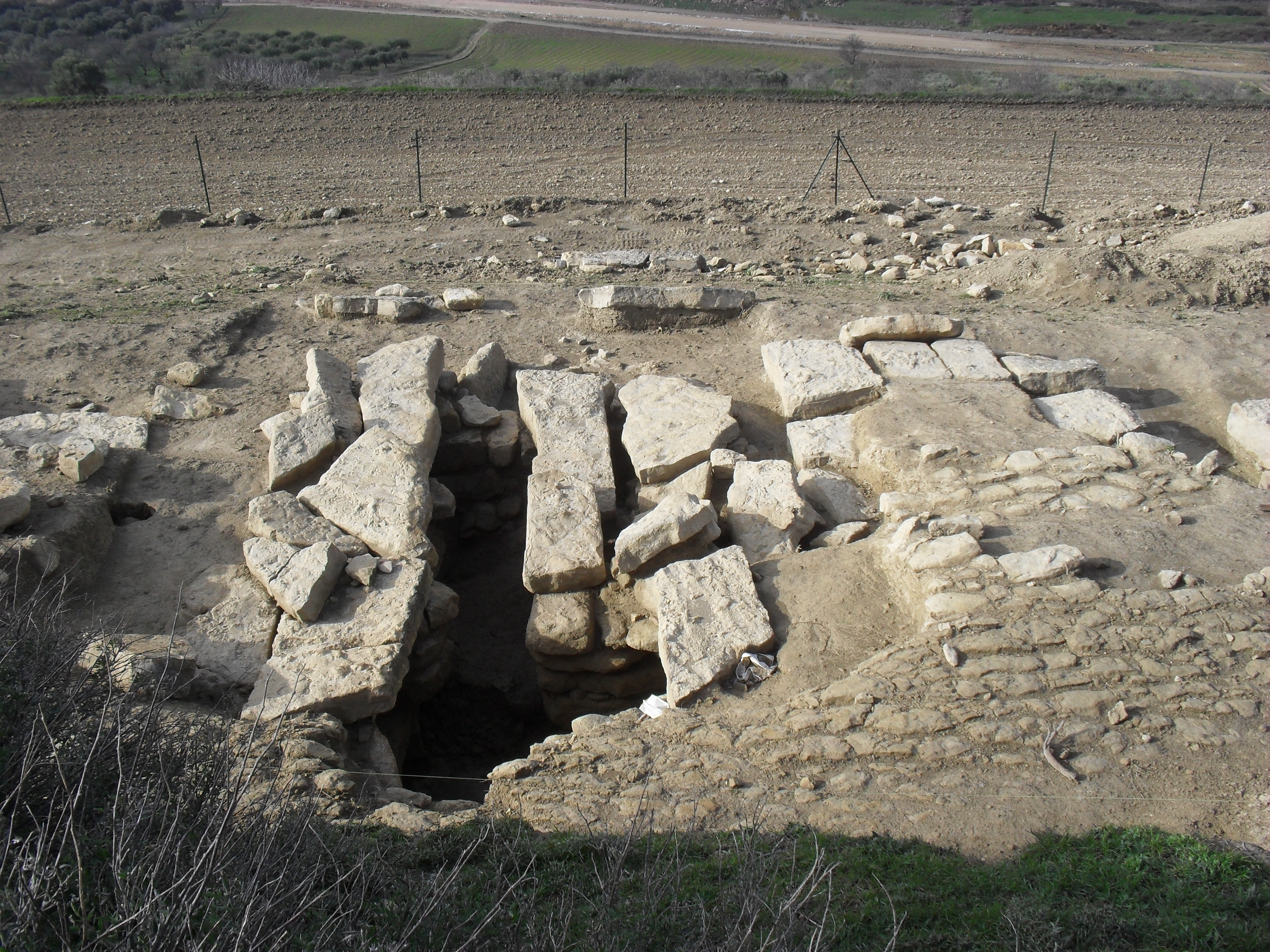
Pranu Siara

- Tombe ipogeiche di Pranu Siara: situate nell'omonimo altopiano, presentano uno stile architettonico unico in Sardegna. Al suo interno sono stati rinvenuti frammenti di ceramica del periodo campaniforme risalenti al 2000 a.C. contestualmente a un grande numero di ossa umane ben conservate. La tomba è parte di una più ampia necropoli che si estende per diverse centinaia di metri.

### Zone verdi
- Parco dei Santi Cosma e Damiano: il parco, in cui sono presenti diversi ulivi secolari, si trova a circa 900 metri a sud-ovest dal comune di Suelli. Al suo interno si trova la Chiesa dei Santi Cosma e Damiano e i resti del villaggio medievale di Cixi, nonché un pozzo sacro e alcune rovine di epoca (pre)nuragica. Ogni 26 settembre, nel parco vengono celebrati i festeggiamenti in onore dei Santi a cui il parco è intitolato.

- Sa mintza de Santu Jorgi: antica sorgente (in sardo campidanese "mintza") ubicata a circa 3 km a nord dal centro abitato. Secondo la leggenda, la sua origine la si deve all'opera miracolosa del Santo a cui è dedicata, San Giorgio, primo vescovo di Suelli. Nel sito, circondato da campi, è presente una piccola cappella. L'acqua della sorgente, nota localmente per le sue proprietà organolettiche, è stata utilizzata fino a pochi decenni fa, ora ritenuta non potabile.

### Altri edifici d'interesse
- Casa Ruda: è un'antica casa campidanese, tradizionale costruzione tipica della metà meridionale della Sardegna e caratterizzata pertanto da una cinta muraria e dal fatto che il complesso abitativo sia disposto lungo quest'ultima. Il cortile della struttura (sa pratza bona) è tipicamente circondato dagli alloggi e dagli altri stabili e si trova quindi all'interno della Casa.

## Società

### Evoluzione demografica
Abitanti censiti

### Lingue e dialetti
La varietà di sardo parlata a Suelli è il campidanese centrale. Peculiarità del dialetto di Suelli, all'interno della Trexenta, è l'esito della leterale scempia intervocalica latina /l/ in approssimante o fricativa uvulare sonora [ʁ] in opposizione all'esito in fricativa bilabiale sonora [β] dei sub-dialetti circostanti (con l'esclusione del sub-dialetto di Siurgus Donigala in cui lat. V/l/V > [ʔ]). L'esito suellese /l/ > [ʁ] è il tratto caratteristico di numerose varianti del sub-dialetto campidanese centrale, esteso dai comuni confinanti a sud con Cagliari (Quartu Sant'Elena, Sestu) fino a nord di Oristano (Milis). Si tratta di una fascia geografica relativamente stretta facente da bisettrice, lungo l'asse Cagliari-Oristano, della provincia di Cagliari, e circodata dai sub-dialetti con eisto in [β], sul lato sud-occidentale, e con esito in labiovelare sonora [(ɣ)w] sul versante nord-occidentale, mentre confina con i dialetti del Sarrabus a sud-est e quelli ogliastrini a nord-est. Tuttavia, in Trexenta, il dialetto di Suelli è isolato in questo senso, essendo l'unico appartenente al camp. centrale. La presenza di questa isoglossa lascia intendere che l'area in cui è parlato il campidanese centrale si estendeva un tempo anche in Trexenta, dove attualmente prevalgono varietà più affini al campidanese occidentale. Il dialetto di Suelli, come quelli dei comuni adiacenti, è caratterizzato dalla pervasiva azione della metatesi della consonante rotica /r/ tramite la quale si sono originati nessi consonantici molto rari in ambito romanzo e tra le lingue del mondo in generale, come [tsr], [ʧr], [sr], [mr], etc., come thurpu > ['tsrupu] "cieco" (etimolgia ignota), SUBULONE > [sri'βɔ:ni] "cinghiale", MERCURI DIES > ['mrekunizi] "mercoledì". 

### Festività e sagre suellesi
- Di particolare interesse è la celebrazione del patrono san Giorgio di Suelli, che si tiene ogni anno il lunedì della Pentecoste. La festa inizia comunque il giovedì precedente con la tradizionale "circa de is carrus", seguita, il venerdì, dall'altrettanto tradizionale marcia verso il monte di Suelli con i carri (ora veicoli agricoli motorizzati, quali il trattore). La festa si conclude il martedì seguente alla Pentecoste.
- La sagra del Chicco d'Oro avente luogo nel mese di agosto, che si conclude con l'assaggio di vari tipi di pasta.
- La festa di San Sebastiano, costituita dal tipico "foghidoni" (un grande falò), durante il quale vengono serviti i "parafritti", dei dolci fritti a forma di ciambella e la vernaccia.
- Sa Trexentesa: manifestazione culturale che si tiene ogni anno durante i mesi estivi nella piazza principale del comune, prevede l'esibizione di gruppi di ballo folkloristici provenienti da tutto il mondo.
- Sagra della salsiccia. Si tiene ogni anno nel mese di agosto.

## Infrastrutture e trasporti

### Ferrovie
L'abitato è attraversato dalla ferrovia Cagliari-Isili dell'ARST, ed è dotato di una fermata ferroviaria nella parte sud del paese. Nella fermata di Suelli effettuano sosta treni (sempre a cura dell'ARST) con destinazione Monserrato, Mandas e Isili.

## Amministrazione
| Periodo         | Periodo         | Primo cittadino    | Partito                      | Carica  | Note |
| --------------- | --------------- | ------------------ | ---------------------------- | ------- | ---- |
| 30 maggio 2010  | 31 maggio 2015  | Massimiliano Garau | Lista civica "Suelli cambi@" | Sindaco |      |
| 31 maggio 2015  | 26 ottobre 2020 | Massimiliano Garau | Lista civica "Suelli cambi@" | Sindaco |      |
| 26 ottobre 2020 | in carica       | Massimiliano Garau | Lista civica "Suelli cambi@" | Sindaco |      |

## Sport
- L'Hockey Club Suelli si è reso noto in campo nazionale italiano nei campionati di hockey su prato.
- ASD Suelli 2015 opera nel calcio a 5